# Barbados na Letnich Igrzyskach Olimpijskich 1972
Barbados na Letnich Igrzyskach Olimpijskich 1972 reprezentowało 13 sportowców, 8 mężczyzn i 5 kobiet. Chorążym reprezentacji był Anthony Phillips.

## Skład kadry

### Kolarstwo
Mężczyźni
- Orlando Bates
  - Wyścig indywidualny ze startu wspólnego – nie ukończył
  - 4 km na dochodzenie – 24. miejsce

- Hector Edwards
  - Wyścig indywidualny ze startu wspólnego – nie ukończył
  - Sprint – odpadł w 3 rundzie eliminacji
  - 1000 m ze startu zatrzymanego – nie ukończył

- Kensley Reece
  - Wyścig indywidualny ze startu wspólnego – nie ukończył
  - Sprint – odpadł w 3 rundzie eliminacji

### Lekkoatletyka
Mężczyźni
- Caspar Springer
  - Bieg na 400 m (odpadł w 2 rundzie eliminacji)

- Clifford Brooks
  - Dziesięciobój – nie ukończył

Kobiety
- Freida Nicholls-Davy
  - Bieg na 100 m (odpadła w 1 rundzie eliminacji)

- Marcia Trotman
  - Bieg na 200 m (odpadła w 1 rundzie eliminacji)

- Barbara Bishop
  - Bieg na 400 m (odpadła w 1 rundzie eliminacji)

- Heather Gooding
  - Bieg na 800 m (odpadła w 1 rundzie eliminacji)

- Lorna Forde
Barbara Bishop
Marcia Trotman
Heather Gooding

### Strzelectwo
Mężczyźni
- Milton Tucker
  - Karabin małokalibrowy 50 m leżąc – 74. miejsce

- Cavour Morris
  - Karabin małokalibrowy 50 m leżąc – 93. miejsce

### Podnoszenie ciężarów
Mężczyźni
- Anthony Phillips
  - Kategoria od 52 do 56 – nie ukończył